# Dino Platone
Dino Platone (Zurigo, 1928 – Roma, 16 febbraio 1990) è stato un giornalista, antifascista e illustratore italiano.

## Biografia
Dino Platone nasce a Zurigo nel 1928, figlio primogenito di Felice Platone, fondatore del partito comunista d'Italia, Nel 1944, ad Asti, luogo d'origine della famiglia, divenne un giovanissimo partigiano, dove divenne uno dei dirigenti del Fronte della gioventù, l'organizzazione di allora dei giovani comunisti. Si trasferisce a Roma nel 1945, dove svolse attività politica prima, nella federazione comunista romana, organizzando conferenze e corsi di formazione dei quadri e. poi, nella sezione Italiana.
Lavorò come pubblicista e divulgatore scientifico, collaborando principalmente col Pioniere e Pioniere dell'Unità e Vie Nuove. Per l'Unità e Paese Sera curò rubriche filateliche e scientifiche per ragazzi. Per Editori Riuniti curò la pubblicazione dell'enciclopedia Ulisse, il volume L'uomo e l'universo e un opuscolo su Darwin.
Negli anni '70 pubblicò per Mondadori I pionieri dell'atomo; realizzò il ciclo televisivo La scienza e l'uomo. Negli ultimi anni della sua vita si stava occupando di Informatica, per conto de l'Eni.

## Opere

### Libri
- I francobolli romeni, a cura dell'Associazione italiana per i rapporti culturali con la Romania, 1958.
- I pionieri dell'atomo, Milano, Mondadori, 1975.
- La Repubblica, Laterza, 1978.
- Classici senza miti. Guida ai francobolli degli Antichi Stati italiani, Roma, Raybaudi Stamps, 1984.

### Monografie
Tra il 1960 e il 1962, all'interno del trimestrale Perché i giovani sappiano, ha pubblicato: I pionieri dell'era atomica, L'uomo e l'universo e Il viaggio di Darwin intorno al mondo, successivamente editi anche come volumi per ragazzi.
Sempre negli anni '60, all'interno del settimanale Vie nuove, ha pubblicato la monografia Francobolli, passione e miliardi.